# Васин, Валентин Петрович
Валенти́н Петро́вич Ва́син (30 октября 1923, Виноградово, Воскресенский район — 11 ноября 2010, Жуковский, Московская область) — советский военный лётчик, Герой Советского Союза (1957), заслуженный лётчик-испытатель СССР (1966), генерал-майор авиации (1976).

## Биография
Родился 30 октября 1923 года в селе Алёшино Бронницкого уезда Московской губернии. Детство и юность провёл в посёлке Новогиреево (ныне в черте Москвы). В 1941 окончил 10 классов школы и Реутовский аэроклуб.
В армии с августа 1941 года. В 1944 году окончил Чугуевскую военную авиационную школу лётчиков, до 1947 года был в ней лётчиком-инструктором. В 1947 году окончил Высшую офицерскую авиационно-инструкторскую школу (в городе Грозный), оставлен в ней лётчиком-инструктором. Уволен в запас в 1951 году.
В 1953 году окончил Школу лётчиков-испытателей, в 1959 году — Московский авиационный институт.
С 1953 года по 1980 год — лётчик-испытатель Лётно-исследовательского института (ЛИИ). Поднял в небо и провёл испытания: военно-транспортного самолёта Ан-8 (11 февраля 1956 года, вторым пилотом), второго и третьего экземпляра опытных сверхзвукового самолёта Е-50 (в 1957 году). 25 марта 1957 года впервые в стране достиг на втором экземпляре самолёта Е-50 скорости, соответствующей числу Маха, равному двум (то есть двум скоростям звука). Провёл: исследования по отработке посадки без двигателя и по выходу на динамический потолок на критических режимах полёта на сверхзвуковых истребителях МиГ-19, МиГ-21, Су-7 и Су-9; испытания опытных двигателей на сверхзвуковых самолётах Су-9, Су-11, МиГ-21 и СМ-12. Участвовал в испытаниях самолётов СМ-50, СМ-51 и Як-27В, провёл ряд испытательных работ на вертолётах Ми-1, Ми-4, Ми-8 и Ми-10. Провёл испытания жидкостного ракетного двигателя ЛДА3-00-0000 в режиме невесомости на самолёте Ил-28 (в 1956 году) и множество других сложных лётных испытаний.
За мужество и героизм, проявленные при испытании новой авиационной техники, подполковнику Васину Валентину Петровичу Указом Президиума Верховного Совета СССР от 1 мая 1957 года присвоено звание Героя Советского Союза с вручением ордена Ленина и медали «Золотая Звезда».
Одновременно с лётной работой занимал руководящие должности: в 1964—1973 годах — заместителя начальника Лётно-испытательного центра (ЛИЦ) ЛИИ по лётной службе, в 1973—1982 годах — начальника Лётно-испытательного центра ЛИИ, в 1982—1991 годах — заместителя начальника ЛИЦ и в 1991—1995 годах — начальник ЛИЦ ЛИИ, в 1995—1998 года — заместителя начальника ЛИИ, а в 1998—2003 годах — вновь заместителя начальника ЛИЦ ЛИИ. Руководил всеми лётными и аэродромными подразделениями и службами ЛИИ.

Могила Васина на Быковском кладбище в Жуковском

Валентин Петрович Васин жил в городе Жуковском Московской области, он умер 11 ноября 2010 года. Похоронен на Быковском кладбище в Жуковском.

## Награды и звания
- Герой Советского Союза (1.05.1957)
- два ордена Ленина (1.05.1957; 21.08.1964)
- орден Октябрьской Революции (26.04.1971)
- орден Дружбы народов (29.12.1992) — за большой личный вклад в развитие отечественной авиационной науки, создание новых летательных аппаратов и высокое профессиональное мастерство, проявленное в период демонстрации техники на Первой российской выставке "Мосаэрошоу-92"[6]
- медаль «За боевые заслуги» (19.11.1951), другие медали
- Заслуженный лётчик-испытатель СССР (9.06.1966)
- Почётный гражданин города Жуковский (2010)

## Память
- В Жуковском на доме, где жил Васин, в мае 2011 года открыта мемориальная доска
- Имя Васина носил самолёт «Сухой Суперджет» авиакомпании «Московия» (государственный регистрационный номер RA-89001)

## Фильмография
- Студией «Крылья России» в 2011 году снят документальный фильм о В. П. Васине